# Lasiosphaeria sphagnorum
Lasiosphaeria sphagnorum är en svampart som tillhör divisionen sporsäcksvampar, och som först beskrevs av Pierre Louis Crouan och Hippolyte Marie Crouan, och fick sitt nu gällande namn av Pier Andrea Saccardo. Lasiosphaeria sphagnorum ingår i släktet Lasiosphaeria, och familjen Lasiosphaeriaceae. Arten är reproducerande i Sverige.